# 摩西·达扬

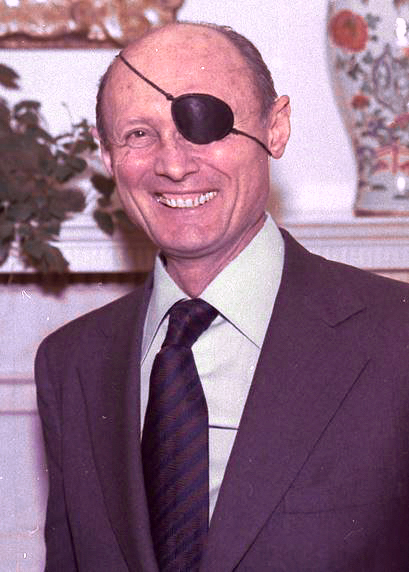
摩西·達揚

摩西·戴陽（希伯來語：מֹשֶׁה דַּיָּן，羅馬化：mošȩh ḋaẏån，1915年5月20日—1981年10月16日），以色列政治人物和陸軍退役將領。在第二次世界大戰中失去一眼，而有「獨眼戴陽」之稱。
曾任以色列國防軍參謀總長、第5任國防部長、第4任外交部長。

## 早年生平
戴陽1915年5月20日生於鄂圖曼敘利亞省加利利海附近的「德加尼亞·阿勒夫」，於其兩歲時鄂圖曼帝國即於一戰戰敗，巴勒斯坦地區因而被英國人佔領。他的父親希墨爾·戴陽和母親黛美拉（Devorah Dayan）是扎什基夫的烏克蘭猶太移民。基布兹「德加尼亞·阿勒夫」有11名成員，是第一個基布茲，並將成為以色列國的一部分。
摩西·戴陽是德加尼亞出生的第二個小孩，僅次於吉迪恩·巴拉茲（Gideon Baratz ，1913-1988）。他被命名為摩西，為了紀念Moshe Barsky，他是德加尼亞的第一個在阿拉伯襲擊中喪生的成員，他在戴陽的父親為他服藥後死了。不久後，戴陽的父母搬到了納哈拉爾村，這是第一個成立的自耕農合作社。戴陽進入了那裡的農業學校。
戴陽是個猶太不可知論者。他能說希伯來語，阿拉伯語和英語。
戴陽早年就讀於希伯来大学和坎伯利参谋学院学习军事。

## 早年軍事生涯

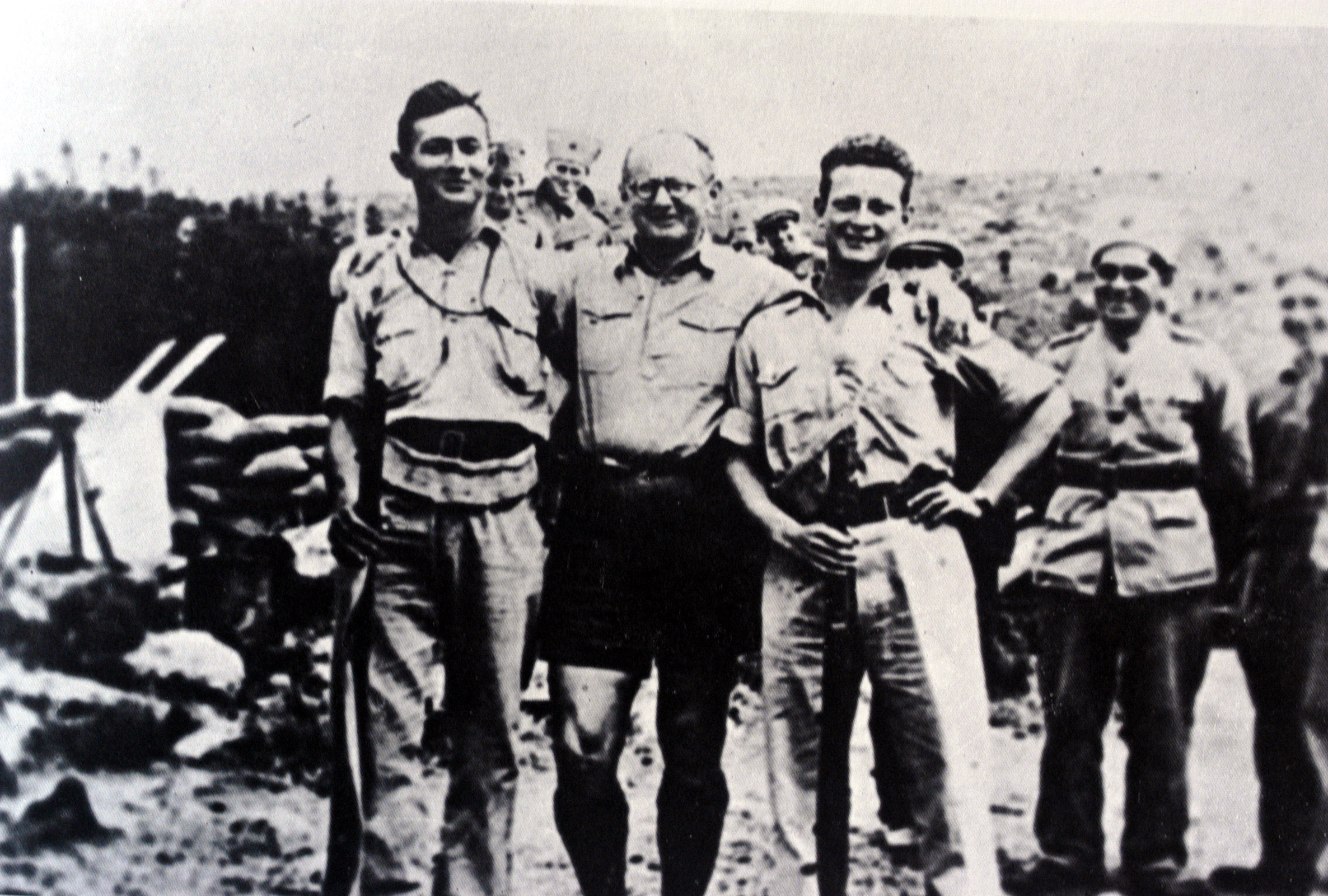
戴陽(左)和 葉茲哈克·沙德、葉加爾·艾倫(右)在哈尼泰的合影，1938年

14歲時，戴陽參加了猶太防衛組織哈加納（希伯來語「防衛」之意）。1938年，哈加納成立自己的野戰小隊，由葉茲哈克·沙德統帥，沙德選出戴陽和伊加尔·阿隆這兩名小隊長擔任他副手，以色列建國後艾倫成為戴陽的政治對手。他加入了英國組織的非正規編外警察並領導了一個小型機動巡邏隊（MAN）。他心目中的軍事英雄之一是英國的親猶太復國主義情報官奧德·溫格特上尉，在溫格特的指揮下，戴陽曾參加過幾次特殊夜間行動。
第二次世界大戰爆發後的1939年10月，哈加納被非合法化。參與Yavne'el秘密軍官培訓課程的戴陽也被英國當局逮捕。他在被監禁10年後被判有罪。1941年2月16日，由於哈伊姆·魏茨曼在倫敦的介入後，他們全部獲釋。
戴陽其後改隸於一個由澳大利亞領導的小型偵察特遣部隊「帕拉玛赫」突擊隊，該突擊隊專為攻擊受維琪法國統治的敘利亞-黎巴嫩而設，隸屬於澳大利亞第7師。該單位使用他住過的哈尼泰基布茲作為前方基地，戴陽經常穿著傳統的阿拉伯服飾滲透黎巴嫩，進行秘密監視任務。
1941年，戴陽於敘利亞-黎巴嫩戰役中被維琪法軍打盲左眼，故此人称「独眼将军」。

## 軍事生涯
1947年，戴陽被任命為負責阿拉伯事務的哈加納總參謀部，特別是招募特工，以獲取有關巴勒斯坦非正規阿拉伯部隊的情報。在1948年4月14日，他的兄弟佐里克在戰鬥中喪生。4月22日，戴陽在新征服的海法負責廢棄的阿拉伯財產。 為了製止失控的搶劫，他命令軍隊可以使用的任何東西都存放在哈加納倉庫中，其餘的則分配給猶太人的農業定居點。5月18日，戴陽獲得了約旦河谷部門的指揮權。在一場長達9小時的戰鬥中，他的部隊阻止了敘利亞在加利利海以南的進軍。

### 第89營
6月，他成為第89營的第一任營長，該部隊是沙德的裝甲旅麾下部隊。他從其他部隊招募志願者的方法，如Golani和 Kiryati旅，引起了指揮官的投訴。1948年6月20日，他麾下一個連隊的兩名軍人在對抗伊爾貢成員的過程中遇害，他們試圖將武器從停在克法維特金的阿爾特勒納號上岸。在但尼作戰行動期間，他帶領他的營在盧德進行了一次短暫的突襲，其中有九名成員陣亡。他的營轉移到南部，於7月15日在那裡攻下了阿拉伯村子卡雷希，臨近法魯雅。
1948年第一次中東戰争爆發後，戴陽負責約旦河谷的防禦，為以色列的勝利做出重大貢獻。1953年出任參謀總長，並指揮了第二次中東戰爭。1958年卸下參謀總長職務後，戴陽投身政界。
1959年，戴陽退役一年後加入以色列地工人黨，受戴维·本-古里安領導。在選舉中當選議員，並出任農業部長直到1964年。1965年，戴陽追隨本-古里安支持者從以色列地工人黨退出，加入了以色列全國名單黨（Rafi）。艾希柯總理並不喜歡戴陽。然而隨著1967年局勢開始緊張，艾希柯任命了具有魅力和高人氣的戴陽出任國防部長，並將以色列全國名單黨納入聯合政府。
第二次中东战争期间，他提出了后来實證為极其出色的达扬计划。1967年到1974年間，任職以色列国防部长。第三次中东战争和贖罪日戰爭期间，他都以國防部長身分領導以軍。1977年至1979年任外交部长，参加了大衛營協議。1978年曾訪問香港，私下與獲當時香港富商包玉剛邀約的基辛格會面。但在1979年10月，由於與時任總理的比金意見不合而辭職，並另組新黨。
自著有《西奈战役日记》和自传、回忆录等。
戴陽死于心脏病。

## 轶事
2005年，摩西达扬所使用的眼罩在eBay上以7.5万美元的价格出售。

## 相關書籍
- Bar-On, Mordechai. Moshe Dayan: Israel's Controversial Hero (Yale University Press; 2012) 247 pages
- Lau-Lavie, Napthali. Moshe Dayan – A Biography, Dodd Mead, 1969, ISBN 978-0-396-05976-9
- 納夫泰里·勞拉維（Naphtali Lau-Lavie），謝士楷譯，《戴陽傳》，臺北：七十年代出版公司出版，1971年2月出版。